# A hatalom (televíziós műsor)
A hatalom az RTL 2025-ben induló reality műsora, amely a The Power című formátumon alapul.
A műsor kezdési időpontja, illetve a műsorvezetője homály fedi. A forgatás hamarosan elkezdődik.[forrás?]

## Története
2024. november 4-én Kolosi Péter, az RTL Magyarország tartalomért felelős vezérigazgató-helyettese a Big Picture konferencián bejelentették, hogy 2025-ben jön a A hatalom.

## A műsor menete
13 híresség összeköltözik és stratégiai játékokban vesznek részt. Minden héten egy versenyző kezébe kerül az irányítás, aki megszabja, hogy a többiek hol aludjanak, mit egyenek, ki élvez bizonyos kiváltságokat, ki vesz részt a kihívásokban, és ki kap hátrányt a játékok során. Azt azonban senki sem tudja, hogy éppen kié a hatalom, a kiválasztott játékosnak pedig muszáj ezt titokban tartania, hogy a versenyben maradhasson. Az irányító játékosnak minden hét végén ki kell választania, hogy ki távozzon. A kiválasztott versenyző csak akkor maradhat, ha eltalálja az irányító személyét. Ha pedig a hatalommal rendelkező lelepleződik, akkor ő hagyja el a játékot.

## Évadok
| Évad | Évad | Részek száma | Részek száma | Eredeti sugárzás | Eredeti sugárzás | Eredeti adó |
| Évad | Évad | Részek száma | Részek száma | Évadbemutató     | Évadzáró         | Eredeti adó |
| ---- | ---- | ------------ | ------------ | ---------------- | ---------------- | ----------- |
|      | 1.   | —            | —            | n. a.            | n. a.            |             |